# Ctenicera pruinina
Ctenicera pruinina är en skalbaggsart som först beskrevs av Horn.  Ctenicera pruinina ingår i släktet Ctenicera och familjen knäppare. Inga underarter finns listade i Catalogue of Life.